# Лихорадка (фильм, 1991)
«Лихора́дка» (англ. Fever) — фильм режиссёра Ларри Элайканна, выпущенный в 1991 году.

## Сюжет
Проведя четыре года в тюрьме, Рэй решил завязать с мошенничеством и начать новую жизнь. Большие планы в этом отношении он возлагает на свою старую подругу Лэйси, не зная ещё, что она успела найти себе нового мужчину, по профессии адвоката. Не желая отдавать Лэйси, Рэй и адвокат постоянно ссорятся, пока в один день их общую подругу не похищает тюремный приятель главного героя, планирующий таким путём вернуть его в мир криминала.

## В ролях
- Арманд Ассанте — Рэй
- Сэм Нилл — Эллиотт
- Марша Гей Харден — Лэйси
- Джо Спано